# ONE Friday Fights 4
ONE Friday Fights 4: Duangsompong vs. Batman (también conocido como ONE Lumpinee 4) fue un evento de deportes de combate producido por ONE Championship llevado a cabo el 10 de febrero de 2023, en el Lumpinee Boxing Stadium en Bangkok, Tailandia.

## Historia
Una pelea de muay thai de peso mosca entre Duangsompong Jitmuangnon y Batman Or.Atchariya encabezó el evento.
La chilena Francisca Vera hizo su debut en la promoción contra la tailandesa Gusjung Fairtex en el evento.

## Bonificaciones
Los siguientes peleadores recibieron bonos de ฿350.000.
- Actuación de la Noche: Erdem Taha Dincer, Francisca Vera,  Chaongoh Jitmuangnon y Fabio Reis,